# Полисульфиды натрия
Полисульфиды натрия — неорганические соединения металла натрия с серой, жёлто-бурые кристаллы с формулой Na2Sn, где n=2-7.

## Получение
- Сплавлением сульфида натрия с серой получается смесь полисульфидов:

{\displaystyle {\mathsf {Na_{2}S+{\mathit {n}}S\ {\xrightarrow {\tau ^{o}C}}\ Na_{2}S_{{\mathit {n}}+1}}}}
результат можно контролировать количеством серы и температурой реакции: при 600°С получается Na2S2, при 400°С — Na2S4, при 200°С — Na2S5.
- Также можно провести синтез непосредственно из элементов в жидком аммиаке:

{\displaystyle {\mathsf {2Na+{\mathit {n}}S\ {\xrightarrow {-30^{o}C}}\ Na_{2}S_{\mathit {n}}}}}

## Физические свойства

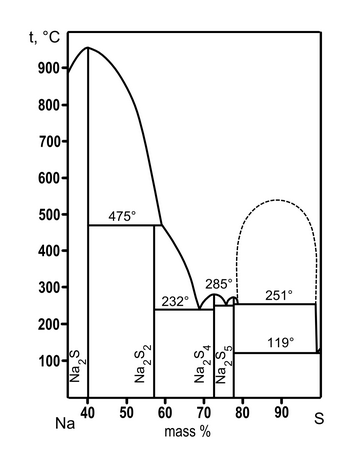
Фазовая диаграмма системы Na-S

Полисульфиды натрия — это твёрдые вещества цвета от жёлтого до жёлто-оранжевого. Хорошо растворяются в воде, высшие полисульфиды растворяются в этаноле.
| Полисульфид | Молярная масса | Температура плавления (°С) |
| ----------- | -------------- | -------------------------- |
| Na2S2       | 110,11         | 445; 475; 490              |
| Na2S3•3H2O  | 196,22         | разл. 100                  |
| Na2S4       | 174,23         | 275; 285; 286              |
| Na2S5       | 206,31         | 255; 253; 260              |

## Химические свойства
- При кристаллизации из водных растворов образуют кристаллогидраты: Na2S2•5H2O, Na2S3•3H2O, Na2S3•8H2O.

- При сильном нагревании разлагаются с выделением серы:

{\displaystyle {\mathsf {Na_{2}S_{\mathit {n}}\ {\xrightarrow {>600^{o}C}}\ Na_{2}S+({{\mathit {n}}-1})S}}}
- Водные растворы имеют щелочную реакцию из-за гидролиза по аниону:

{\displaystyle {\mathsf {S_{\mathit {n}}^{2-}+H_{2}O\ \rightleftarrows \ HS_{\mathit {n}}^{-}+OH^{-}}}}
- При комнатной температуре разлагаются разбавленными кислотами с выделением серы:

{\displaystyle {\mathsf {Na_{2}S_{\mathit {n}}+2HCl\ {\xrightarrow {20^{o}C}}\ 2NaCl+H_{2}S\uparrow +({{\mathit {n}}-1})S\downarrow }}}
- При низкой температуре и концентрированной кислоте удаётся получить полисульфаны:

{\displaystyle {\mathsf {Na_{2}S_{\mathit {n}}+2HCl\ {\xrightarrow {-15^{o}C}}\ 2NaCl+H_{2}S_{\mathit {n}}}}}
- Во влажной среде и на свету полисульфиды натрия окисляются кислородом воздуха:

{\displaystyle {\mathsf {2Na_{2}S_{\mathit {n}}+2H_{2}O+O_{2}\ {\xrightarrow {\ }}\ 4NaOH+2{\mathit {n}}S}}}
- Без воды реакция окисления идёт иначе:

{\displaystyle {\mathsf {2Na_{2}S_{\mathit {n}}+3O_{2}\ {\xrightarrow {\ }}\ 2Na_{2}S_{2}O_{3}+(2{\mathit {n}}-4)S}}}

## Применение
- Для сульфидирования стальных и чугунных изделий.
- Для получения сернистых красителей.
- Синтез полисульфидных каучуков.
- Как компонент составов для обработки шкур.
- Как реагент при флотационном разделении смесей.
- Как инсектофунгициды.
- В аналитической химии.